# Collegio elettorale di Bologna - Mazzini
Il collegio di Bologna - Mazzini fu un collegio elettorale uninominale della Repubblica Italiana per l'elezione della Camera dei deputati. Apparteneva alla circoscrizione Emilia-Romagna e fu utilizzato per eleggere un deputato nella XII, XIII e XIV legislatura.
Venne istituito nel 1993 con la cosiddetta Legge Mattarella (Legge n. 277, Nuove norme per l'elezione della Camera dei deputati), attuata in seguito al referendum abrogativo del 1993. La legge istituì per la Camera dei deputati e per il Senato della Repubblica un sistema di elezione misto, in parte maggioritario e in parte proporzionale. Il 75% dei parlamentari dell'assemblea veniva eletto in collegi uninominali tramite sistema maggioritario a turno unico; il restante 25% alla Camera veniva eletto tramite sistema proporzionale con liste bloccate.
Il collegio venne abolito insieme a tutti gli altri che costituivano la Camera con la promulgazione della legge elettorale successiva, la cosiddetta Legge Calderoli. Questa prevedeva un sistema proporzionale con premio di maggioranza, che alla Camera veniva attribuito a livello nazionale.

## Territorio
Il collegio di Bologna - Mazzini era uno dei 32 collegi uninominali in cui era suddivisa l'Emilia-Romagna e, come previsto dal D.Lgs. del 20 dicembre 1993 n. 536, comprendeva parte del comune di Bologna, in particolare i quartieri Galvani, Murri, San Vitale e Mazzini.

## Eletti
| Elezione | Elezione | Deputato             | Partito            |
| -------- | -------- | -------------------- | ------------------ |
|          | 1994     | Giovanna Grignaffini | Progressisti (PDS) |
|          | 1996     | Romano Prodi         | L'Ulivo (MpU)      |
|          | 1999 (S) | Arturo Parisi        | L'Ulivo (I Dem)    |
|          | 2001     | Arturo Parisi        | L'Ulivo (I Dem)    |

## Dati elettorali

### XII legislatura

#### Risultati proporzionale
| Coalizioni        | Coalizioni                      | Liste                                 | Liste                              | Voti   | %     |
| ----------------- | ------------------------------- | ------------------------------------- | ---------------------------------- | ------ | ----- |
|                   | Progressisti                    |                                       | Partito Democratico della Sinistra | 32.392 | 33,07 |
|                   | Progressisti                    | Rifondazione Comunista                | 5.062                              | 5,17   |       |
|                   | Progressisti                    | Federazione dei Verdi                 | 3.356                              | 3,43   |       |
|                   | Progressisti                    | Alleanza Democratica                  | 2.051                              | 2,09   |       |
|                   | Progressisti                    | Partito Socialista Italiano           | 1.291                              | 1,32   |       |
|                   | Progressisti                    | Movimento per la Democrazia - La Rete | 1.139                              | 1,16   |       |
| Totale coalizione | Totale coalizione               | 45.291                                | 46,24                              |        |       |
|                   | Polo delle Libertà              |                                       | Forza Italia                       | 16.274 | 16,61 |
|                   | Polo delle Libertà              | Lega Nord                             | 4.411                              | 4,50   |       |
| Totale coalizione | Totale coalizione               | 20.685                                | 21,11                              |        |       |
|                   | Alleanza Nazionale              | Alleanza Nazionale                    | Alleanza Nazionale                 | 13.364 | 13,64 |
|                   | Patto per l'Italia              |                                       | Patto Segni                        | 7.231  | 7,38  |
|                   | Patto per l'Italia              | Partito Popolare Italiano             | 5.899                              | 6,02   |       |
| Totale coalizione | Totale coalizione               | 13.130                                | 13,40                              |        |       |
|                   | Lista Pannella                  | Lista Pannella                        | Lista Pannella                     | 4.972  | 5,08  |
|                   | Socialdemocrazia per le Libertà | Socialdemocrazia per le Libertà       | Socialdemocrazia per le Libertà    | 330    | 0,34  |
|                   | Partito Democratico             | Partito Democratico                   | Partito Democratico                | 176    | 0,18  |
| Totale            | Totale                          | Totale                                | Totale                             | 97.948 |       |

#### Risultati uninominale
|                               | Giovanna Grignaffini ✔️ Eletta | Progressisti                             | 45 418 | 47,07 |  |  |  |  |  |
|                               | Giovanni Tamburini             | Polo delle Libertà (FI - LN - CCD - UDC) | 26 343 | 27,30 |  |  |  |  |  |
|                               | Marco Masi                     | Patto per l'Italia                       | 13 565 | 14,06 |  |  |  |  |  |
|                               | Natale Pancaldi                | Alleanza Nazionale                       | 11 162 | 11,57 |  |  |  |  |  |
| Totale                        | Totale                         | Totale                                   | 96 488 | 100   |  |  |  |  |  |
|                               |                                |                                          |        |       |  |  |  |  |  |
| Fonte: Ministero dell'interno |                                |                                          |        |       |  |  |  |  |  |

### XIII legislatura

#### Risultati proporzionale
| Coalizioni        | Coalizioni                         | Liste                                     | Liste                              | Voti   | %     |
| ----------------- | ---------------------------------- | ----------------------------------------- | ---------------------------------- | ------ | ----- |
|                   | L'Ulivo                            |                                           | Partito Democratico della Sinistra | 30.297 | 32,56 |
|                   | L'Ulivo                            | Popolari per Prodi (PPI-SVP-PRI-UD-Prodi) | 9.285                              | 9,98   |       |
|                   | L'Ulivo                            | Rinnovamento Italiano                     | 3.810                              | 4,09   |       |
|                   | L'Ulivo                            | Federazione dei Verdi                     | 2.767                              | 2,97   |       |
| Totale coalizione | Totale coalizione                  | 46.159                                    | 49,60                              |        |       |
|                   | Polo per le Libertà                |                                           | Alleanza Nazionale                 | 16.170 | 17,38 |
|                   | Polo per le Libertà                | Forza Italia                              | 13.129                             | 14,11  |       |
|                   | Polo per le Libertà                | CCD-CDU                                   | 3.854                              | 4,14   |       |
| Totale coalizione | Totale coalizione                  | 33.144                                    | 35,63                              |        |       |
|                   | Progressisti                       |                                           | Rifondazione Comunista             | 6.755  | 7,26  |
|                   | Lega Nord                          | Lega Nord                                 | Lega Nord                          | 3.352  | 3,60  |
|                   | Lista Pannella - Sgarbi            | Lista Pannella - Sgarbi                   | Lista Pannella - Sgarbi            | 2.958  | 3,18  |
|                   | Movimento Sociale Fiamma Tricolore | Movimento Sociale Fiamma Tricolore        | Movimento Sociale Fiamma Tricolore | 400    | 0,43  |
|                   | Nuova Democrazia                   | Nuova Democrazia                          | Nuova Democrazia                   | 273    | 0,29  |
| Totale            | Totale                             | Totale                                    | Totale                             | 93.050 |       |

#### Risultati uninominale
|                               | Romano Prodi ✔️ Eletto | L'Ulivo             | 55 830 | 60,82 |  |  |  |  |  |
|                               | Filippo Berselli       | Polo per le Libertà | 35 972 | 39,18 |  |  |  |  |  |
| Totale                        | Totale                 | Totale              | 91 802 | 100   |  |  |  |  |  |
|                               |                        |                     |        |       |  |  |  |  |  |
| Fonte: Ministero dell'interno |                        |                     |        |       |  |  |  |  |  |

### XIII legislatura: elezioni suppletive
|                      | Arturo Parisi   | L'Ulivo                                                           | 31 043  | 48,90 |  |  |  |  |
|                      | Sante Tura      | Forza Italia - Alleanza Nazionale - CCD - CDU - Governare Bologna | 28 666  | 45,16 |  |  |  |  |
|                      | Tiziano Loreti  | Partito della Rifondazione Comunista                              | 2 854   | 4,50  |  |  |  |  |
|                      | Anna Banasiak   | Lega Nord                                                         | 732     | 1,15  |  |  |  |  |
|                      | Marc Busin      | Italia Unita dei liberaldemocratici                               | 188     | 0,30  |  |  |  |  |
| Totale               | Totale          | Totale                                                            | 63 483  | 100   |  |  |  |  |
|                      |                 |                                                                   |         |       |  |  |  |  |
| Voti non validi      | Voti non validi | Voti non validi                                                   | 1 441   | 2,22  |  |  |  |  |
| Votanti              | Votanti         | Votanti                                                           | 64 924  | 53,80 |  |  |  |  |
| Elettori             | Elettori        | Elettori                                                          | 120 678 |       |  |  |  |  |
| Data: 27 giugno 1999 |                 |                                                                   |         |       |  |  |  |  |

### XIV legislatura

#### Risultati proporzionale
| Coalizioni        | Coalizioni              | Liste                                 | Liste                   | Voti   | %     |
| ----------------- | ----------------------- | ------------------------------------- | ----------------------- | ------ | ----- |
|                   | L'Ulivo                 |                                       | Democratici di Sinistra | 24.148 | 27,90 |
|                   | L'Ulivo                 | La Margherita (Dem - PPI - RI- UDEUR) | 13.991                  | 16,17  |       |
|                   | L'Ulivo                 | Il Girasole (FdV - SDI)               | 1.918                   | 2,22   |       |
|                   | L'Ulivo                 | Comunisti Italiani                    | 1.251                   | 1,45   |       |
| Totale coalizione | Totale coalizione       | 41.308                                | 47,74                   |        |       |
|                   | Casa delle Libertà      |                                       | Forza Italia            | 18.983 | 21,94 |
|                   | Casa delle Libertà      | Alleanza Nazionale                    | 11.775                  | 13,61  |       |
|                   | Casa delle Libertà      | CCD-CDU                               | 1.822                   | 2,11   |       |
|                   | Casa delle Libertà      | Lega Nord                             | 1.050                   | 1,21   |       |
|                   | Casa delle Libertà      | Nuovo PSI                             | 642                     | 0,74   |       |
| Totale coalizione | Totale coalizione       | 34.272                                | 39,61                   |        |       |
|                   | Rifondazione Comunista  | Rifondazione Comunista                | Rifondazione Comunista  | 4.147  | 4,79  |
|                   | Lista Di Pietro         | Lista Di Pietro                       | Lista Di Pietro         | 3.157  | 3,65  |
|                   | Lista Pannella - Bonino | Lista Pannella - Bonino               | Lista Pannella - Bonino | 2.490  | 2,20  |
|                   | Democrazia Europea      | Democrazia Europea                    | Democrazia Europea      | 1.093  | 1,26  |
|                   | Paese nuovo             | Paese nuovo                           | Paese nuovo             | 44     | 0,05  |
|                   | Abolizione scorporo     | Abolizione scorporo                   | Abolizione scorporo     | 28     | 0,03  |
| Totale            | Totale                  | Totale                                | Totale                  | 86.539 |       |

#### Risultati uninominale
|                               | Arturo Parisi ✔️ Eletto | L'Ulivo            | 47 990 | 55,46 |  |  |  |  |  |
|                               | Sante Tura              | Casa delle Libertà | 33 145 | 38,30 |  |  |  |  |  |
|                               | Marco Beltrandi         | Lista Emma Bonino  | 2 267  | 2,62  |  |  |  |  |  |
|                               | Mario Alvisi            | Lista Di Pietro    | 2 086  | 2,41  |  |  |  |  |  |
|                               | Lucio Vascotto          | Democrazia Europea | 1 042  | 1,20  |  |  |  |  |  |
| Totale                        | Totale                  | Totale             | 86 530 | 100   |  |  |  |  |  |
|                               |                         |                    |        |       |  |  |  |  |  |
| Fonte: Ministero dell'interno |                         |                    |        |       |  |  |  |  |  |